# Chiese di San Benedetto del Tronto

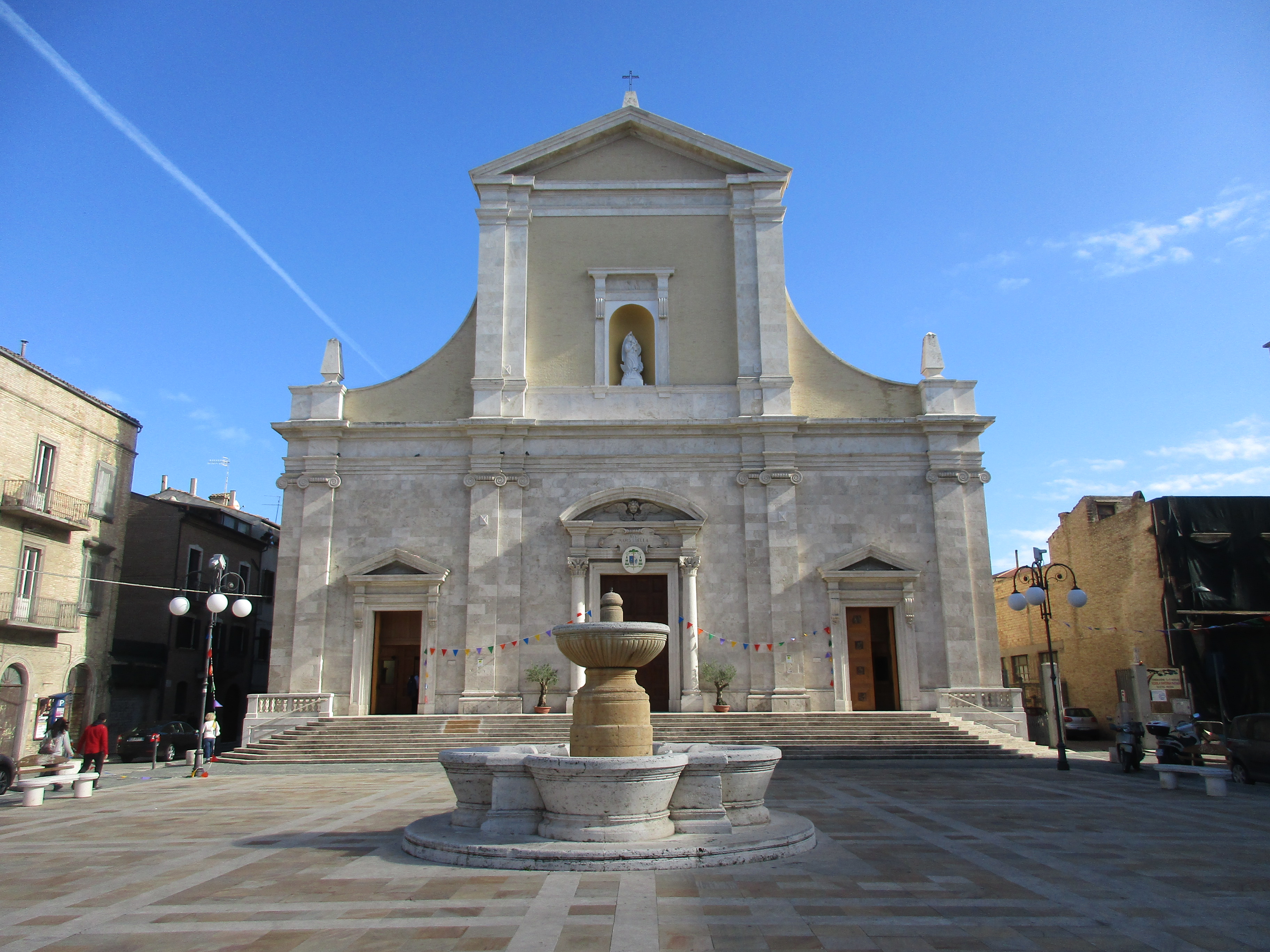
Cattedrale di Santa Maria della Marina

La città di San Benedetto del Tronto conta nella sua municipalità 14 chiese.

## Chiese del borgo antico

### Abbazia di San Benedetto Martire
Abbazia di San Benedetto del Tronto del XVIII secolo che custodisce la tomba del santo patrono della città. La denominazione "Abbazia" risale al 1521, all'interno vi è una lapide funeraria con questa data. Il 12 giugno 1679 vi fece una ricognizione il Vescovo diocesano Monsignor Orsini per la traslazione delle reliquie del martire San Benedetto dalla cripta della cappella. Il primitivo tempio sorse sul sacello dove erano conservate le reliquie del santo, che fu martirizzato tra il 284 e il 304. La chiesa è a navata unica. Oltre all’altare maggiore, vi sono altri sei altari, tre a destra e tre a sinistra. Costruita in stile neoclassico, piuttosto semplice, interamente in laterizio, con facciata con cornici e paraste e timpano in pietra, nella chiesa sono conservate, oltre a reperti, epigrafi e lapidi, diverse altre opere: una pala d'altare del 1707 del pittore fermano Ubaldo Ricci relativa all'ultima cena, una pala della Madonna del Rosario di anonimo del XVI secolo e un'altra della Madonna del Carmelo, sempre di anonimo, del XVIII secolo; inoltre il simulacro dell'Immacolata Concezione realizzata nel 1856, un Cristo Morto della seconda metà dell'Ottocento e soprattutto l'altare di San Benedetto martire con reliquie del Santo. Artistiche vetrate adornano i finestroni che si susseguono al vertice della navata della Abbazia. Vi sono istoriate, nel quadro di policrome simmetrie, le simbologie dei sacramenti: battesimo, confessione, cresima, matrimonio, ordine sacro e unzione dei malati. Sono custodite all'interno le spoglie del Venerato Padre Giovanni dello Spirito Santo.

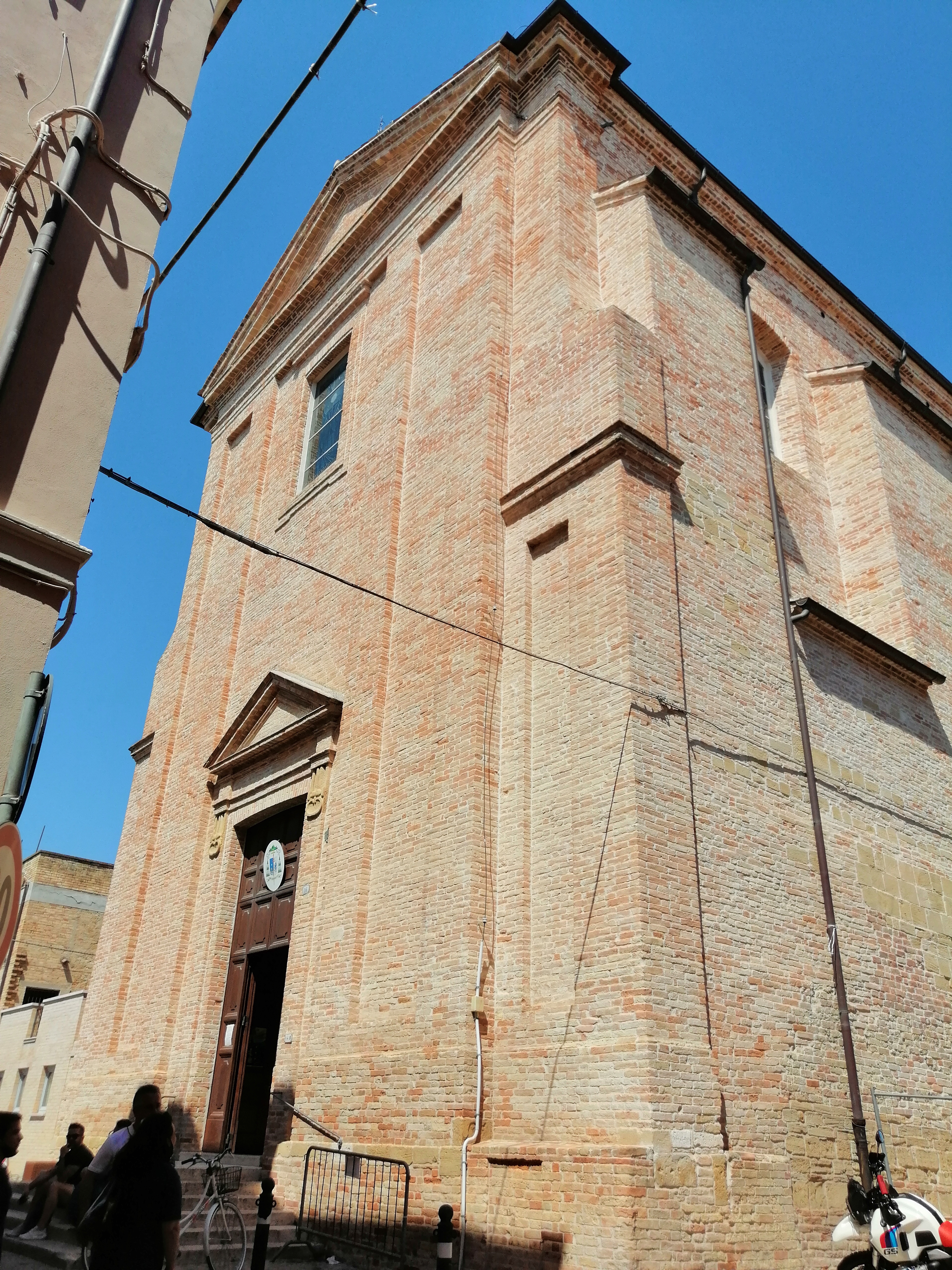
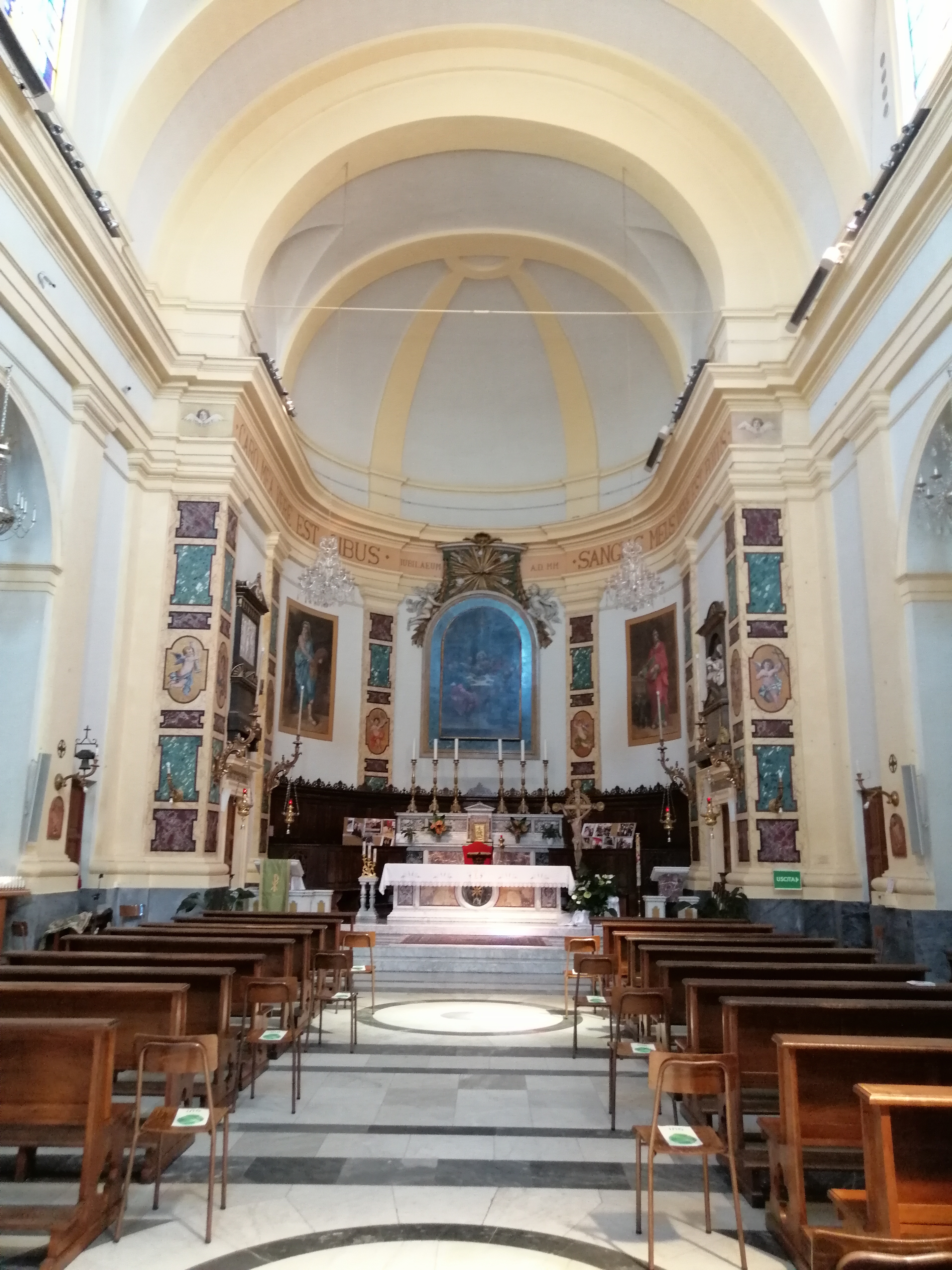
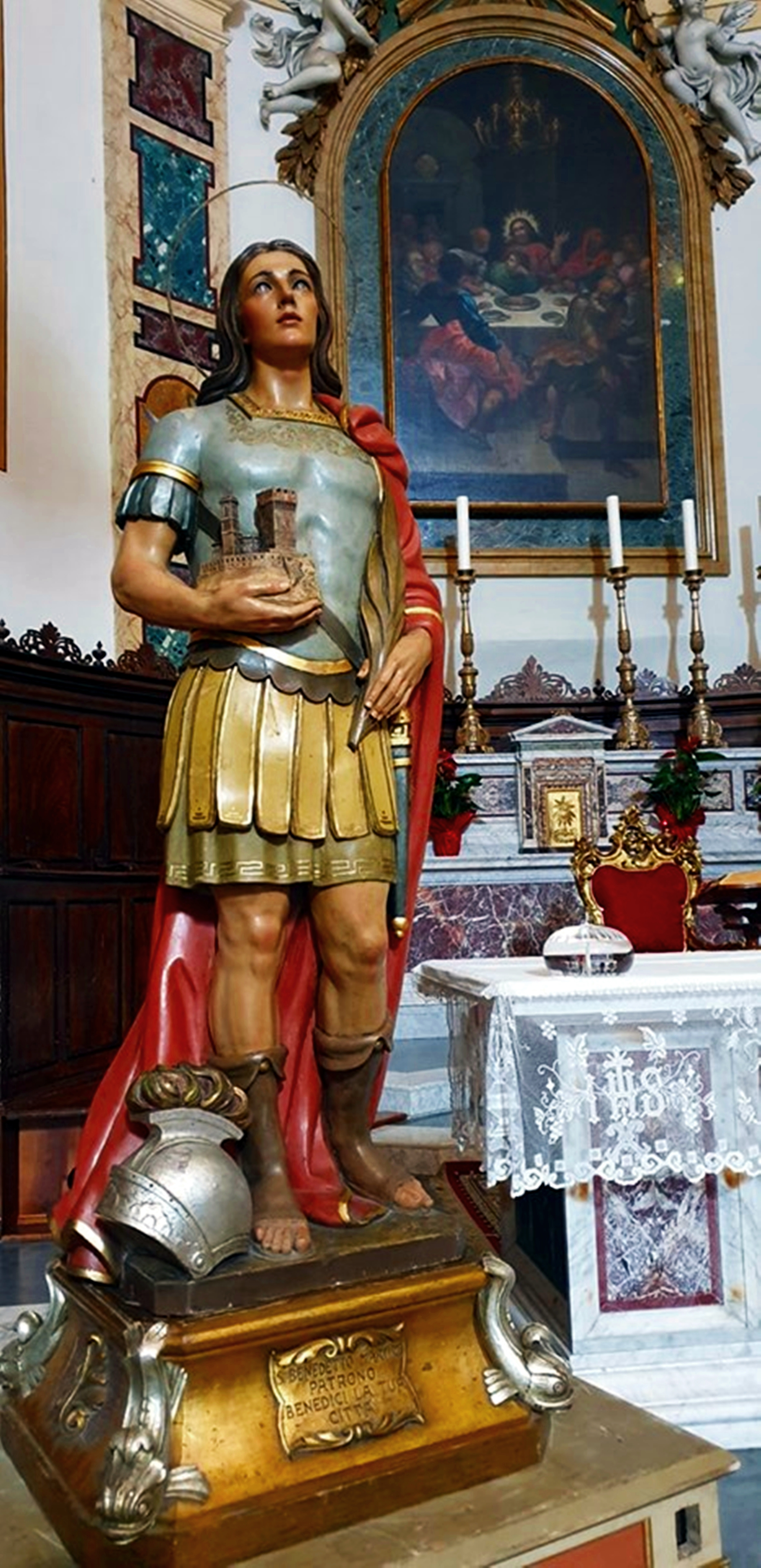

### Chiesa del cimitero monumentale

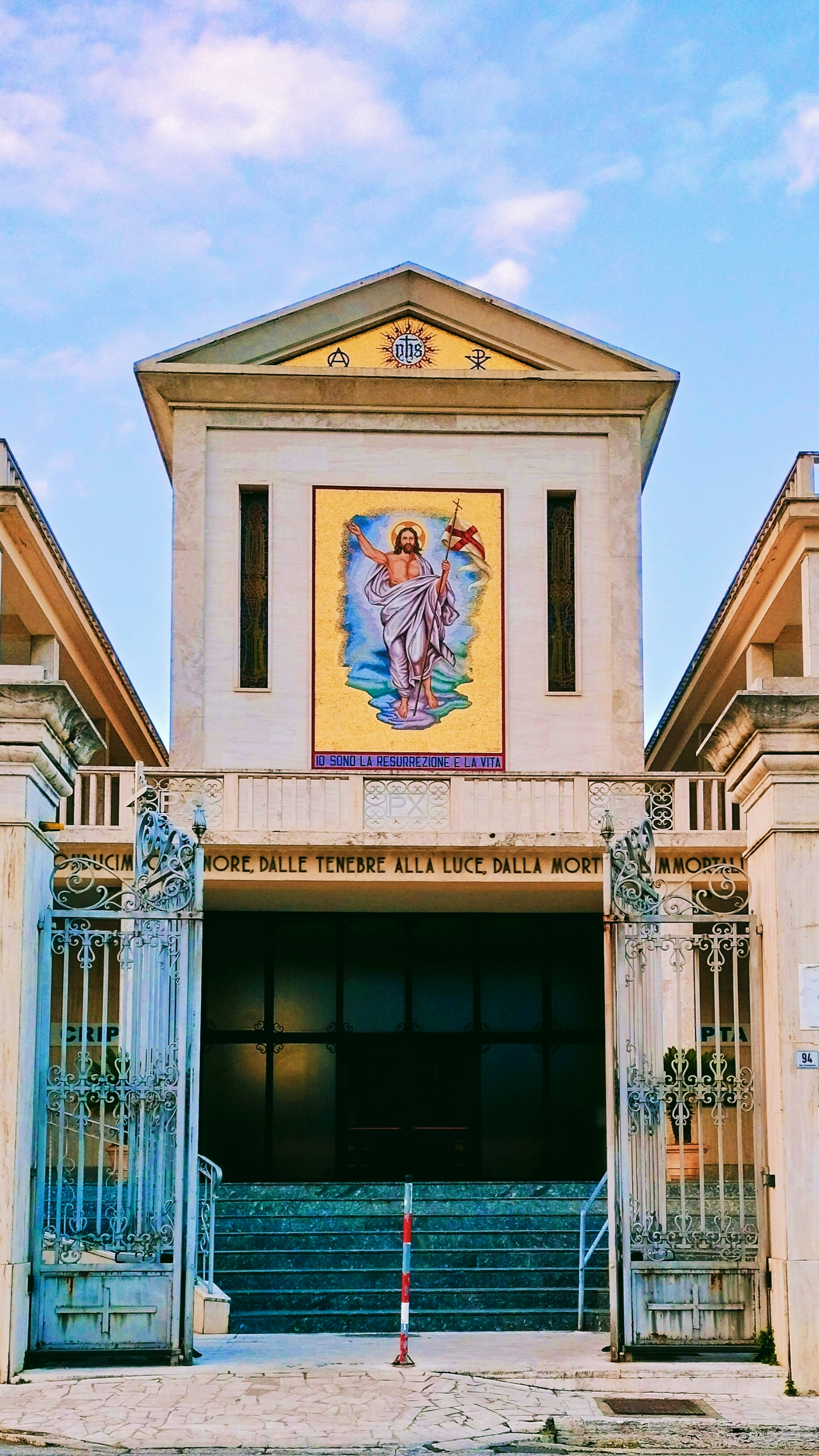
Chiesa del cimitero monumentale

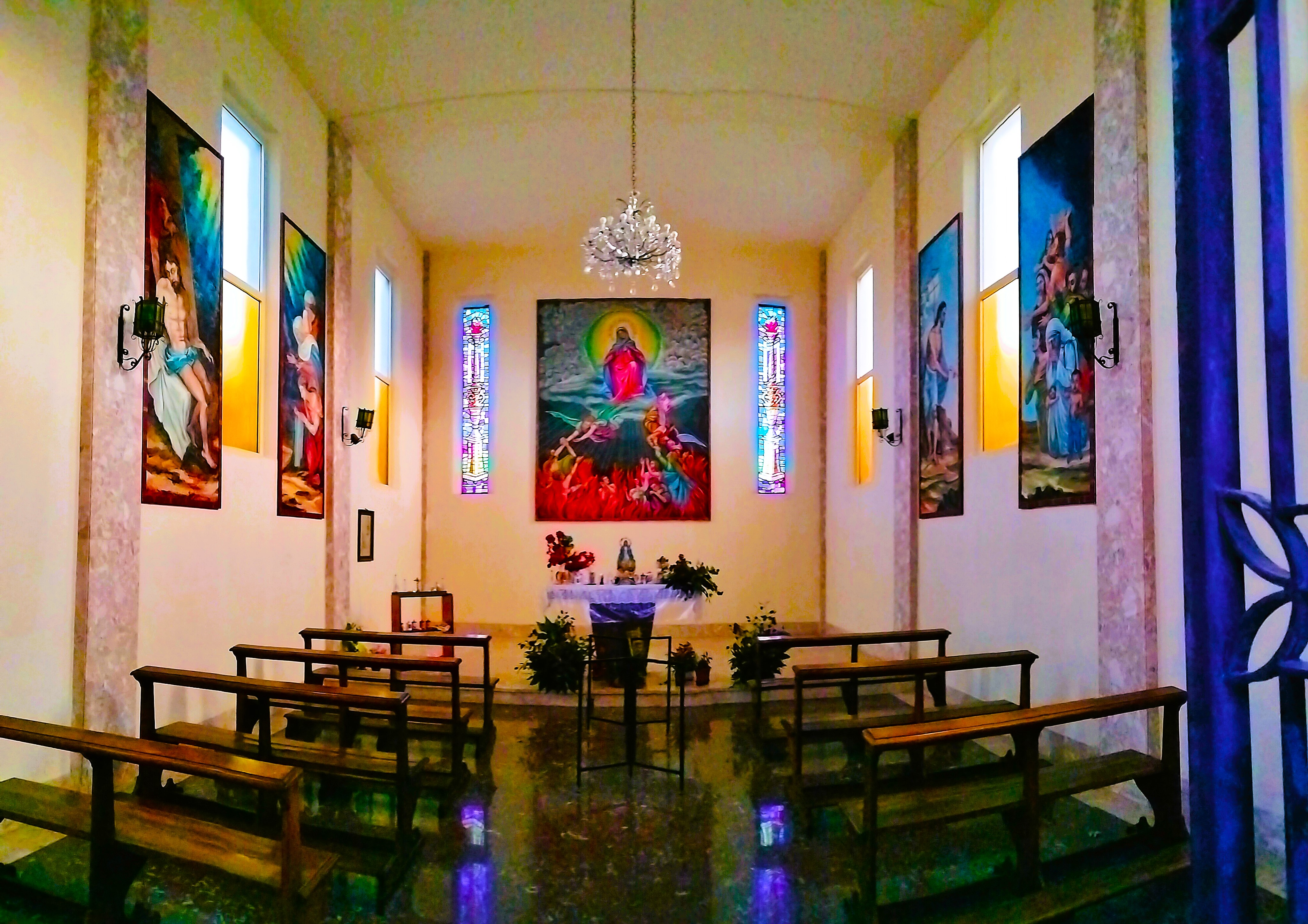
Interno della chiesa

Costruita all'interno del Cimitero monumentale nel 1813, caratteristica è la struttura in marmo bianco, dall'ingresso principale si può ammirare il mosaico che raffigura la Risurrezione.

## Chiese del centro storico

### Cattedrale di Santa Maria della Marina
Eretta dal Comune nell'Ottocento, in onore della Madonna della Spiaggia, è stata la prima costruzione posta fuori le mura del borgo antico. La consacrazione ebbe luogo con rito solenne il 7 febbraio 1973, in occasione della elevazione a Concattedrale. Il 4 ottobre 1986 in occasione della morte di monsignor Sciocchetti, è stato inaugurato un monumento memoriale arricchito dal dipinto che era su una preesistente cappellina di Lourdes e da un bassorilievo a ricordo dell'opera altamente meritoria dei due fratelli Sciocchetti, per la promozione umana, sociale e religiosa di San Benedetto, opera di Aldo Sergiacomi di Offida. La cattedrale si è arricchita di un Organo a canne, in quel periodo il più importante delle Marche, proveniente dalla Basilica della Santa Casa. Nel 1912 veniva abbattuta in Ascoli Piceno la chiesa di San Filippo ed il curato comprò il pezzame di marmo degli altari del XVII secolo. Nel corso degli anni si sono realizzati 3 altari; due altari furono messi nella navata di sinistra e dedicati al Sacro Cuore di Gesù ed a Biagio di Sebaste, e un altro nella navata destra intitolato a Antonio di Padova. Il 30 settembre 1986 la chiesa diveniva la nuova cattedrale della Diocesi di San Benedetto del Tronto-Ripatransone-Montalto. È stata insignita nel 2001 del titolo di Basilica minore.

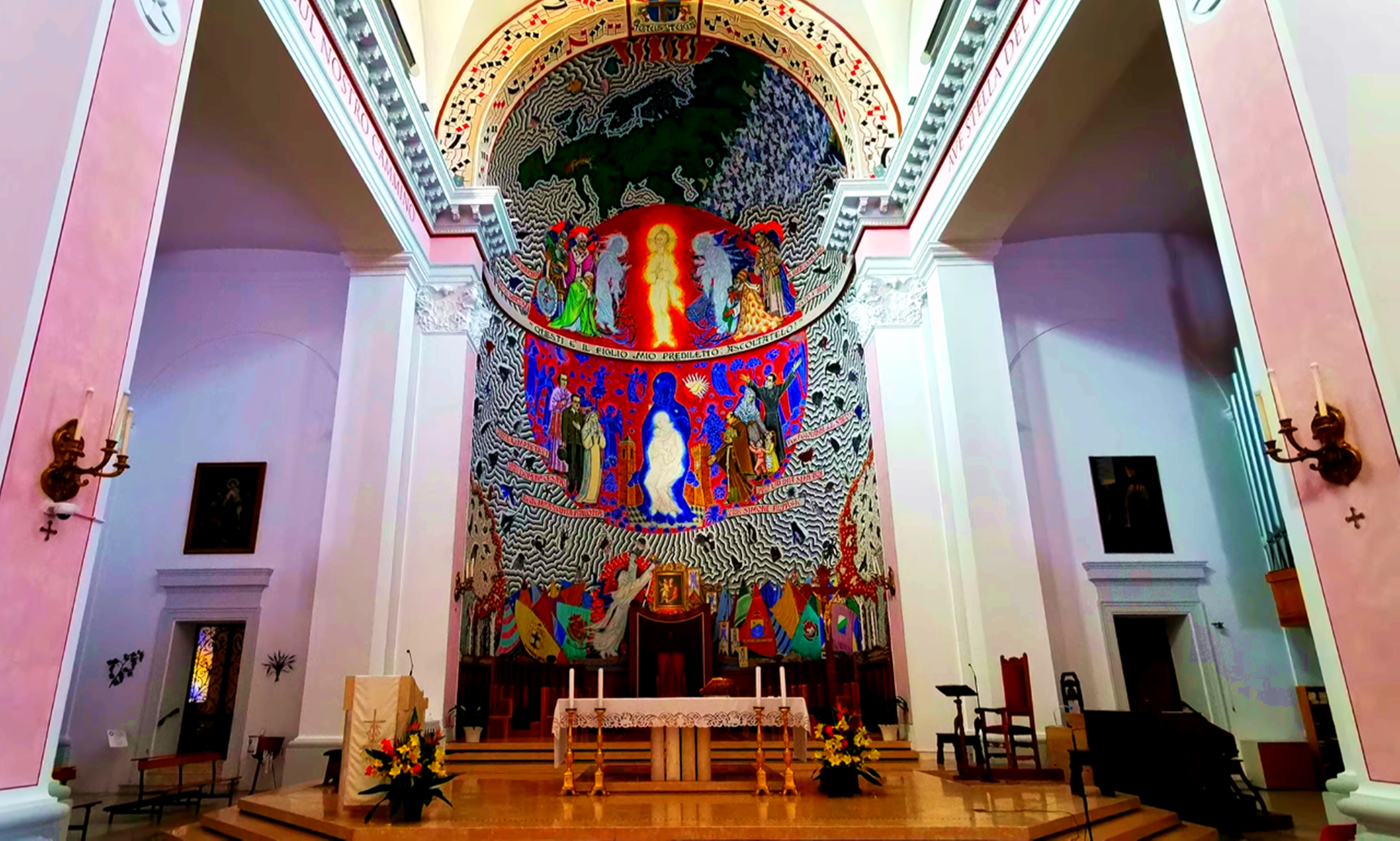

### Chiesa di San Giuseppe

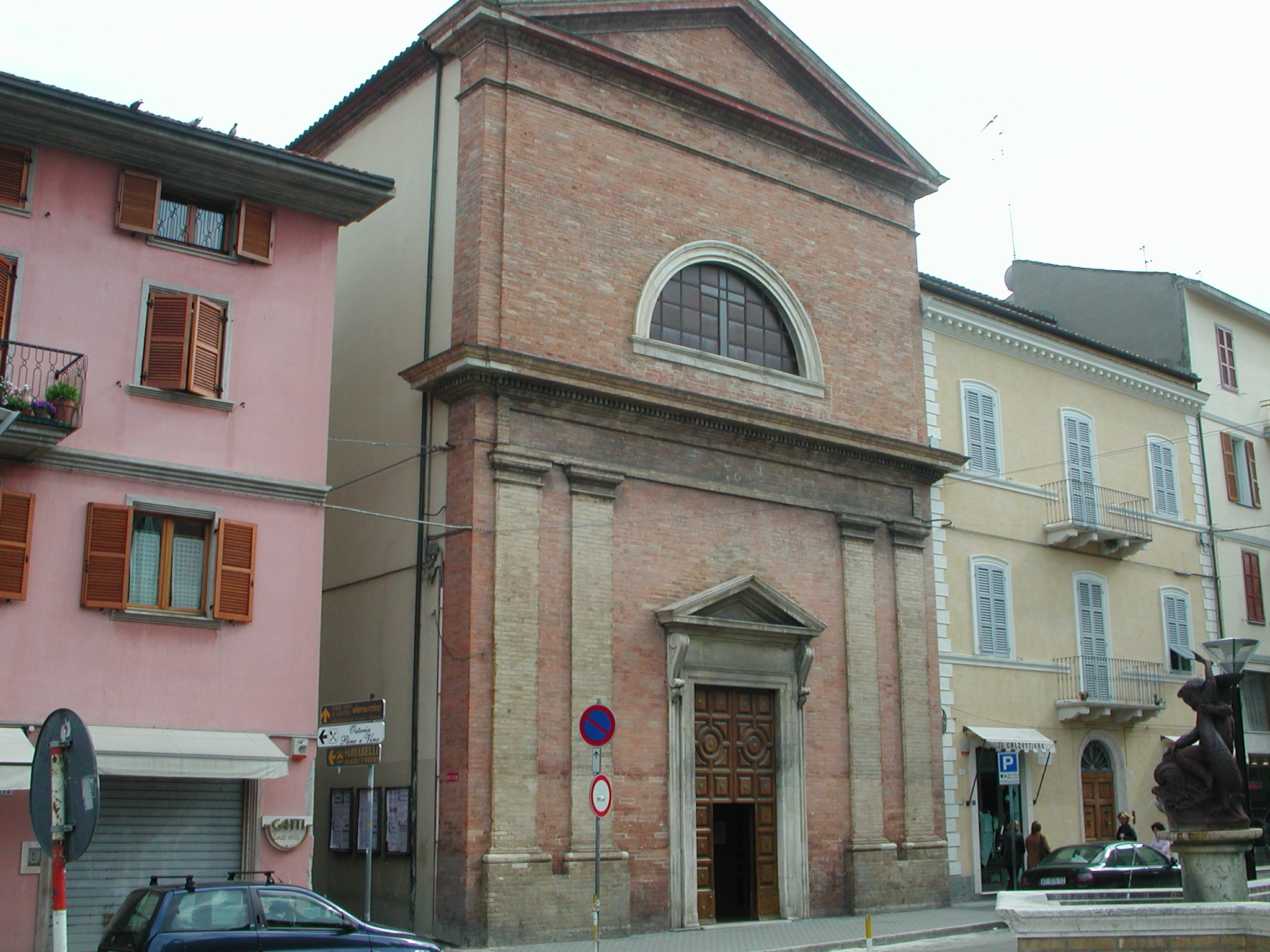
Chiesa di San Giuseppe

Progettata dall'architetto ascolano Ignazio Cantalamessa e costruita a partire dal 1870, la chiesa è stato il punto di riferimento religioso per tutto l'antico centro storico del Mandracchio, il complesso di case di marittimi che sorgevano attorno alla retrostante via Laberinto.  Le vetrate policrome sono state realizzate nel 1988 (anno dell'ultimo restauro) su disegno dell'artista locale Marcello Sgattoni. La chiesa, in stile neoclassico ed elementi decorativi in laterizio, ha un portale d'ingresso con timpani e fregi in pietra che si affaccia su piazza Matteotti, l'antica piazza d'Armi, perché luogo dove sostavano le truppe di passaggio. La piazza è dominata dall'artistica fontana realizzata a partire dal 1870 su progetto dell'architetto romano Virginio Vespignani. Più avanti, degni di nota una grande ancora (a ricordo dell'antico nome dello stradone, cioè via dell'Ancoraggio) e, più avanti, la statua La Retara, dedicata cioè alla donna addetta alla fabbricazione e riparazione delle reti da pesca, opera in bronzo dello scultore Aldo Sergiacomi. All'interno sono custodite le immagini della Madonna del Rosario di Andrea Tavernier, una seicentesca Fuga in Egitto e la Sacra famiglia, opera del massimo pittore sambenedettese Armando Marchegiani.

### Santuario della Madonna del Santissimo Sacramento
Non molto distante dal vecchio palazzo municipale, vi è il santuario intitolato alla “Madonna del Santissimo Sacramento”. È la chiesa dei “Padri Sacramentini” della “Congregazione del Santissimo Sacramento” che si richiama all'opera e alla spiritualità di San Pier Giuliano Eymard (in francese Saint Pierre-Julien Eymard). Ricavata dall'ex Teatro Virginia, fu consacrata l'8 dicembre 1939 dal vescovo Luigi Ferri, che in questa chiesa è sepolto. Egli fortemente volle nella sua diocesi di Ripatransone un luogo di culto dedicato all'Adorazione Perpetua. Nel santuario infatti il Santissimo Sacramento dell'Eucaristia è esposto tutto il giorno all'adorazione dei fedeli che qui accorrono numerosi. La chiesa, di impianto moderno e a pianta rettangolare, è suddivisa in tre navate. Gli arredi in legno sono stati realizzati dall'artigiano locale Ermenegildo Mauro. La parete absidale posteriore, dietro l'altare, mostra un grande mosaico opera dell'artista contemporaneo di origini ungheresi Giovanni Hajnal. Esso richiama l'episodio evangelico della Cena di Emmaus: l'imponente e slanciata figura del Cristo risorto, tra lo stupore e la meraviglia dei due discepoli, sembra congiungere la terra e il Cielo, mentre dona l'Eucaristia sotto le specie del Pane spezzato e del Vino, sullo sfondo appare la croce con la quale il Figlio di Dio offre agli uomini la salvezza attraverso il sacrificio del suo Corpo del suo Sangue.

## Chiese al di fuori del centro storico

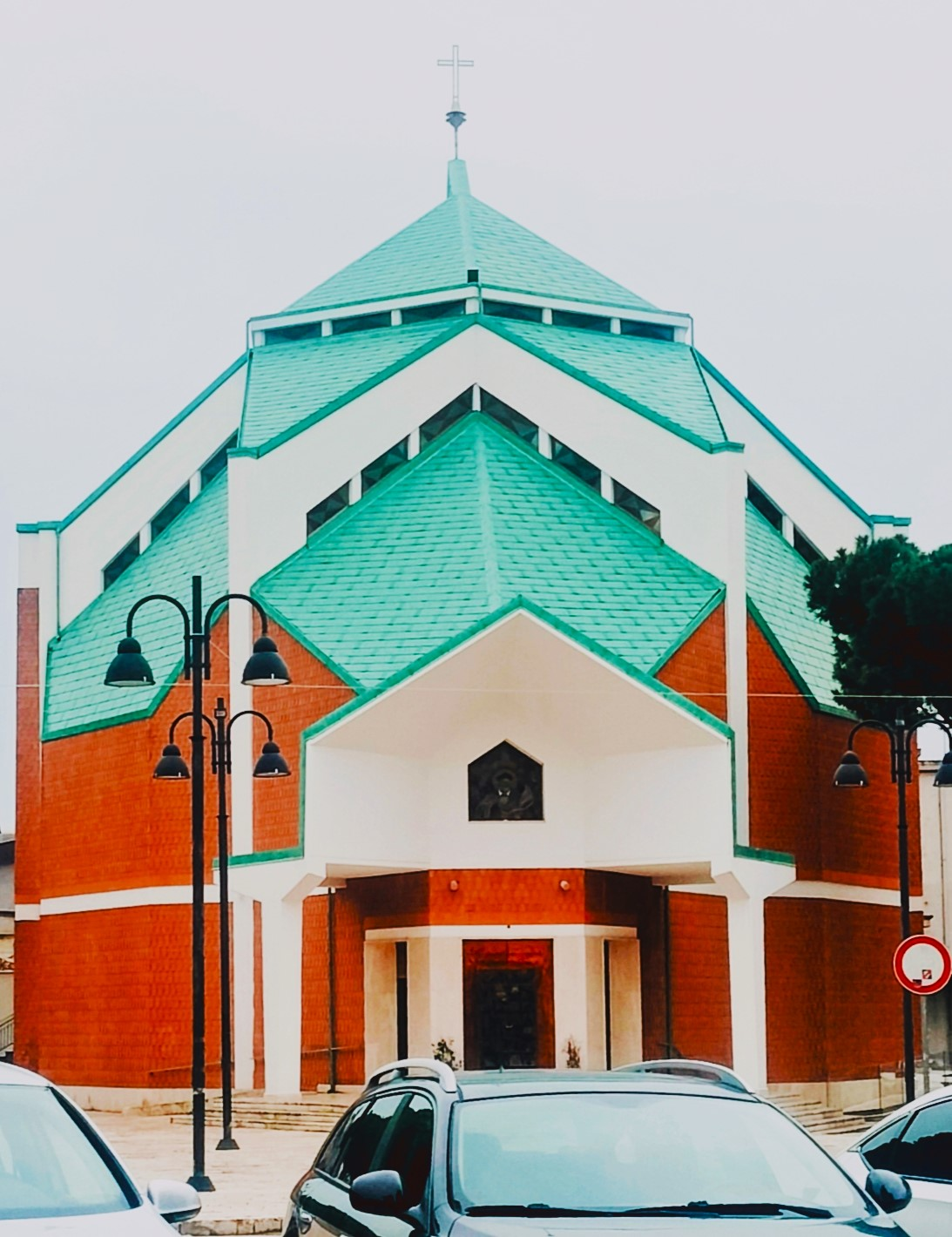
Chiesa di San Filippo Neri

### Chiesa di San Filippo Neri
Sorge nella zona di confine tra San Benedetto e Grottammare. La chiesa, a pianta centrale, richiama nella sua configurazione volumetrica la forma di una pigna. La prima pietra fu posta il 2 luglio 1961; è stata consacrata il 19 marzo 1976.

### Chiesa della Madonna del Suffragio
Collocata nel quartiere Ponterotto lungo il torrente Albula, la chiesa è stata consacrata il 1º aprile 1979.

### Chiesa di Sant'Antonio di Padova

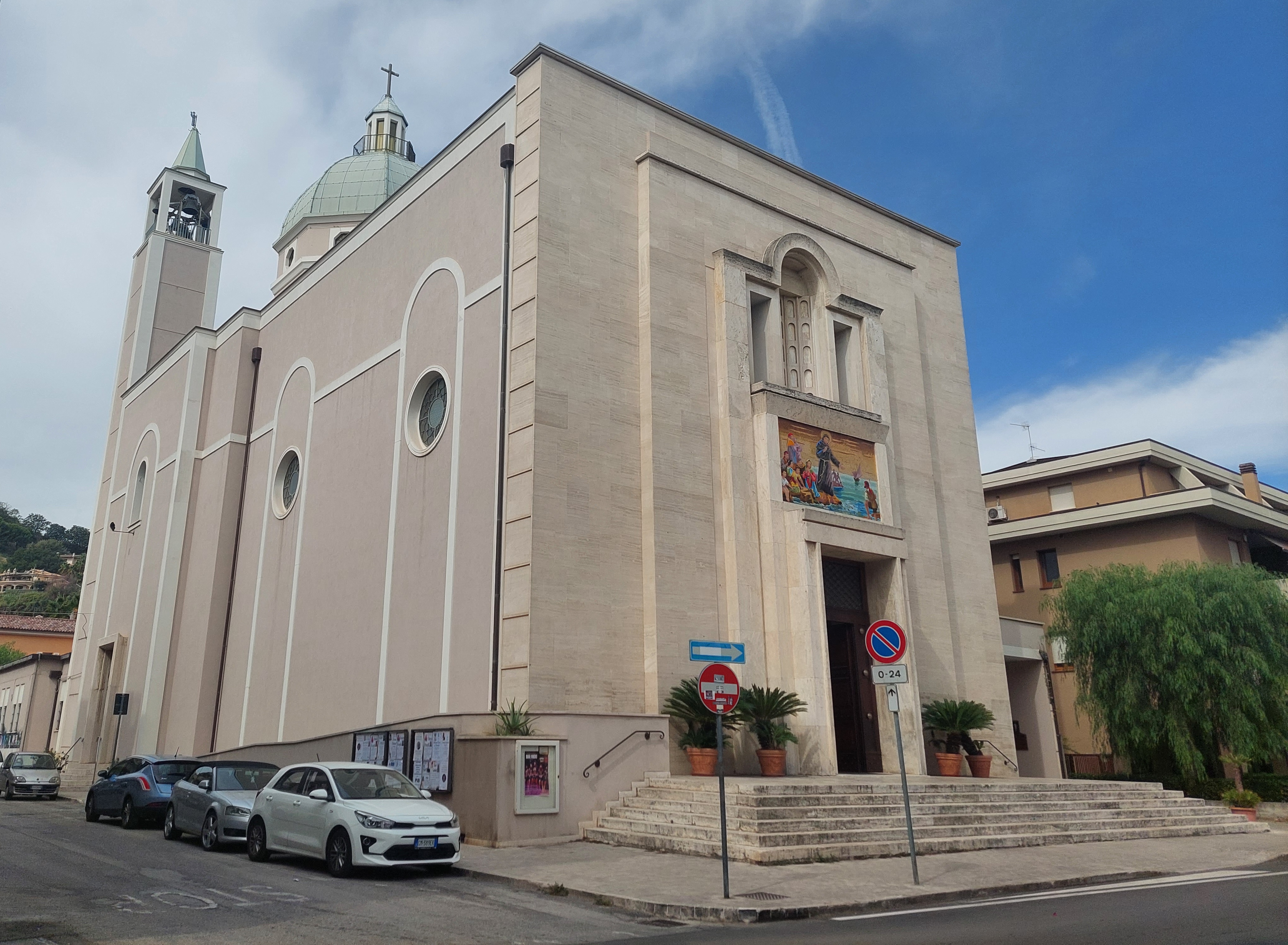
Chiesa di Sant'Antonio di Padova

Il 10 dicembre 1939 venne posta la prima pietra. Il 21 marzo 1953 venne aperta al pubblico e consacrata da mons.Vincenzo Radicioni.

### Chiesa San Pio X
Sorge nella zona turistica, la prima pietra venne posta il 1º febbraio 1965, è stata consacrata 27 settembre 1970.

### Chiesa di Cristo Re
Di forma esagonale costruita con criteri dell'architettura moderna, sorge nel quartiere Porto d'Ascoli centro, è stata consacrata il 29 giugno 1961.

### Chiesa della Sacra Famiglia
Posta nel quartiere Ragnola, fu consacrata da mons. Radicioni il 29 giugno 1968.

### Chiesa della Santissima Annunziata
Sorge nel quartiere Salario, nome dovuto alla Via Salaria, è chiesa parrocchiale dal 1923, quando era sotto prepositura di Monteprandone. All'interno ci sono decorazioni del pittore sambenedettese Giuseppe Pauri.

### Chiesa di San Giacomo della Marca
Chiesa parrocchiale intitolata a Giacomo della Marca, costruita a fine anni settanta, è stata consacrata il 28 novembre 1982.

### Chiesa di Santa Lucia
Piccola e suggestiva chiesetta rurale, tanto cara agli abitanti di San Benedetto. Il modesto edificio esistente è stato costruito nel 1785 da Bernardino Voltattorni. Il precedente, probabilmente molto antico, doveva trovarsi nelle vicinanze, e presumibilmente costruito sulle rovine di un antico tempio romano del locale forum o conciliabulum. La chiesetta di Santa Lucia, situata lungo la strada Panoramica, gode di una vista stupenda sulla città. Nel passato era meta, nel giorno di Pasqua, di pellegrinaggio da parte dei devoti sambenedettesi i quali erano soliti fare un pic-nic nei suoi dintorni.

## Altre architetture religiose

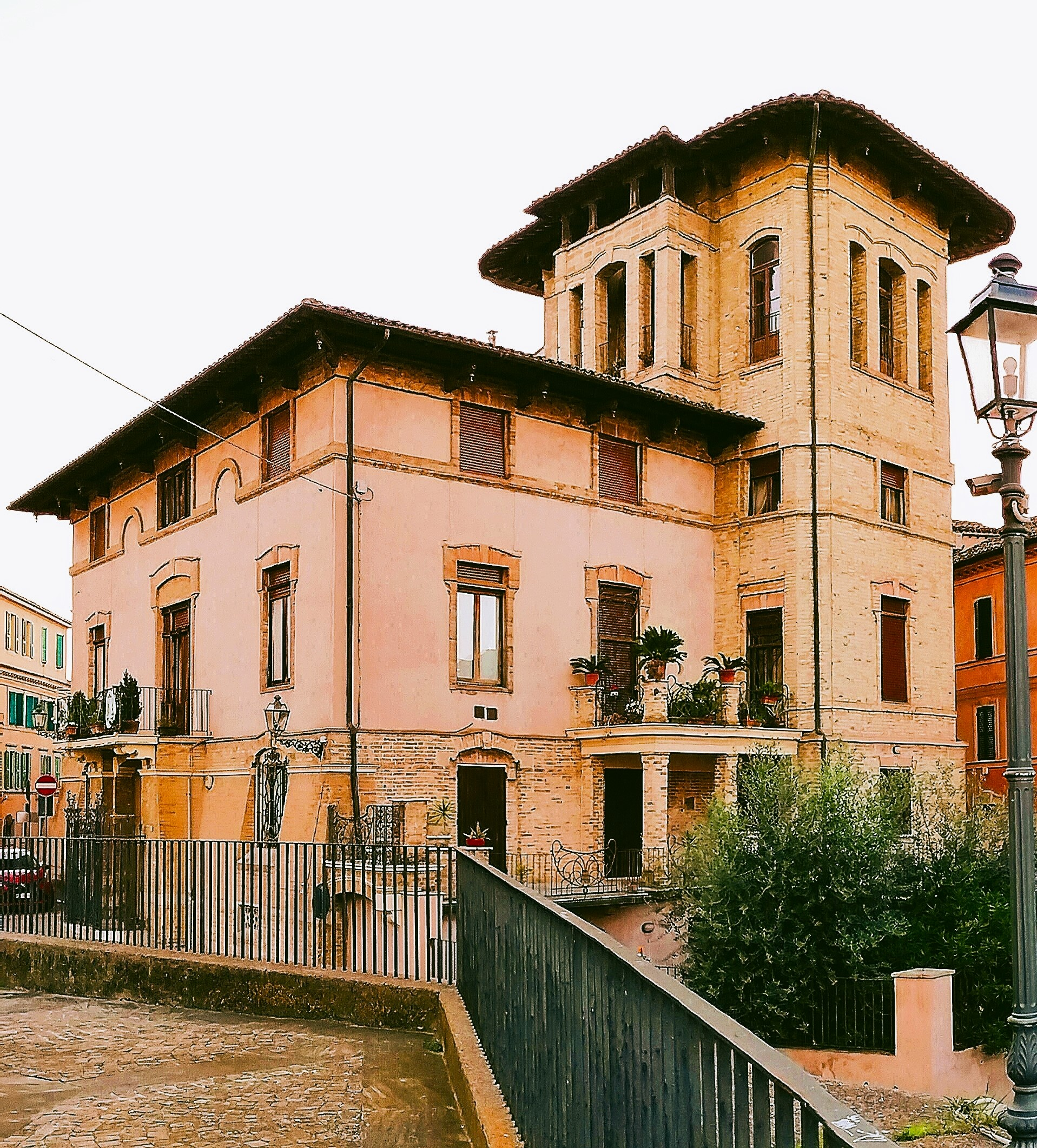
Il Vescovado

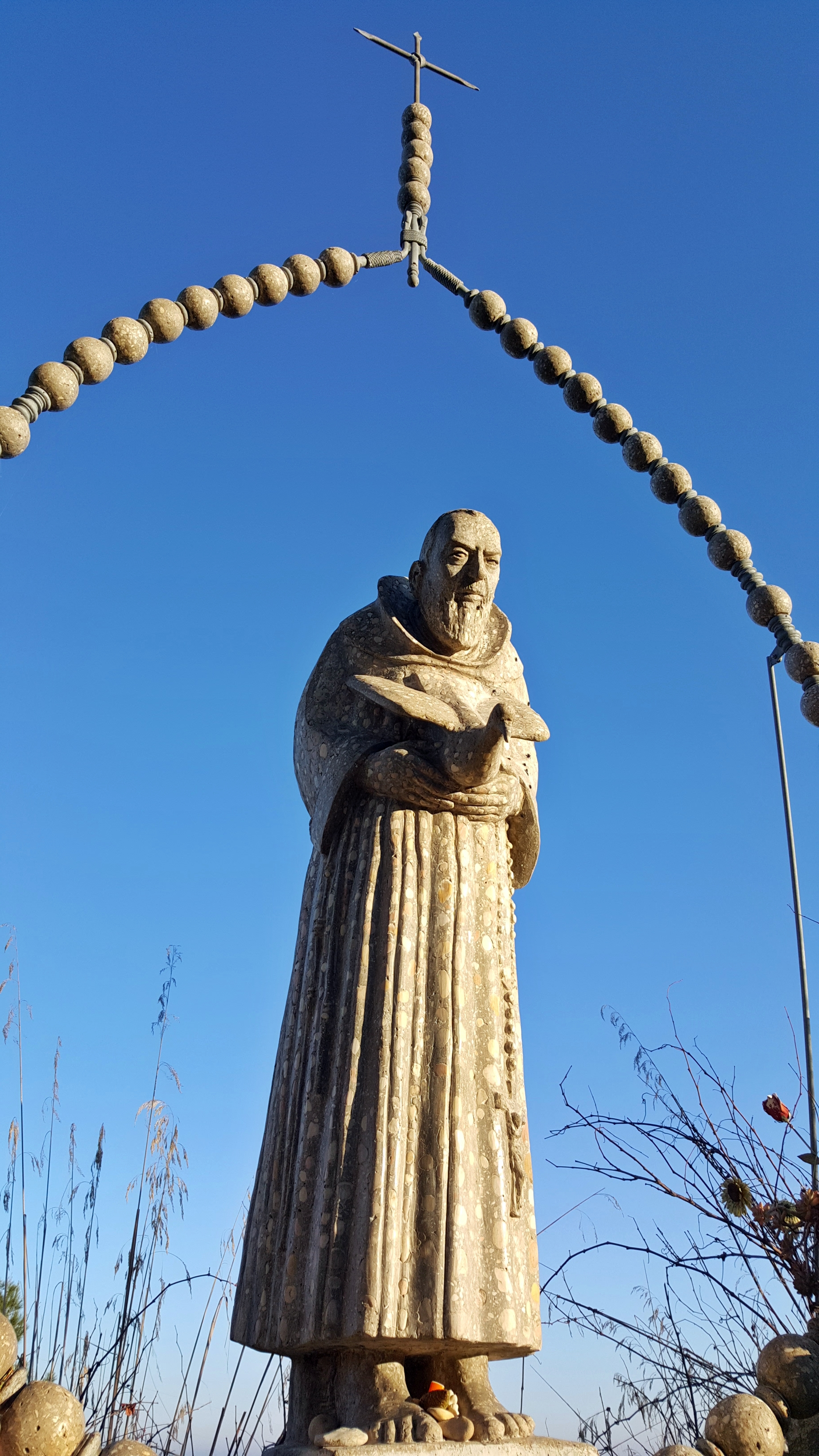
Statua di Pio da Pietrelcina

- Casa per Ferie Maria Immacolata — Gestita dalle Suore pie operaie dell'Immacolata Concezione. Si trova a San Benedetto del Tronto a circa un km di distanza dal mare.
- Cappella dell’Immacolata — Sorge sul Lungomare nord di San Benedetto, a poche decine di metri dalla spiaggia, per tutti i residenti e turisti è la Chiesetta di legno, fa parte della Parrocchia S.Antonio di Padova.[17]
- Edicola di Sant’Antonio di Padova — Ubicata, come edicola decorativa, nell’area verde del parco intitolato a Karol Wojtyla, fa parte della Parrocchia S.Antonio di Padova.[18]
- Monastero Santa Speranza — situato nel centro di San Benedetto del Tronto, in zona Ponterotto, ospita una comunità di monache clarisse che vivono la clausura secondo la regola di Santa Chiara d’Assisi. Attualmente l’ospitalità è limitata in termini di numero di posti letto ed è rivolta soprattutto a famiglie che si fermano per qualche giorno. Il Monastero include un orto con un ettaro di terreno piantumato ad olivi che rientra però negli spazi di clausura.[19]
- Scuola San Giovanni Battista — L'Istituto San Giovanni Battista offre servizi educativi e spirituali. Le Suore Battistine sono presenti a San Benedetto del Tronto dal 1934 e gestiscono un imponente edificio.[20]
- Statua di Padre Pio da Pietrelcina — Situata in contrada Barattelle a 250 m s.l.m., sulle prime colline di San Benedetto del Tronto, a circa 3 km dal centro cittadino e a pochi metri dal Museo Pietraia dei Poeti, si erge la statua consacrata di Padre Pio. Costruita con pietre, cemento e resina, dallo scultore Marcello Sgattoni, è diventata luogo di celebrazione eucaristica e preghiera.[21]
- Vescovado — Situato nei pressi di Piazza Giuseppe Sacconi nel vecchio incasato del Paese Alto, è sede vescovile, già Palazzo Anelli, deve il suo nome alla famiglia che almeno dal fine del XVIII secolo abitava nel luogo dove oggi sorge questo edificio.[22]